# Salpichlaena
Sadleria es un género con seis especies de helechos perteneciente a la familia  Blechnaceae, son originarias de Centroamérica.

## Descripción
Terrestres trepadoras; con rizoma rastrero, escamoso; hojas monomorfas a dimorfas, glabras; lámina 2-pinnada; pinnas alternas, imparipinnadas; pínnulas enteras o serradas en el ápice, pediculadas; raquis hasta 15 m, altamente trepadora, volubles; nervaduras simples o 1-bifurcadas cerca de la base, conectadas por una rama submarginal; soros caducos, dejando una pínnula aparentemente estéril; indusio tubular, pardo oscuro, partiéndose irregularmente y rompiéndose en fragmentos; tiene un número de cromosomas de x=40. 
Salpichlaena se caracteriza por su raquis trepador, pínnulas enteras, y soros alargados por las costulas. El único otro género en Mesoamérica con un raquis trepador es Lygodium , el cual difiere por el arreglo de soros por los márgenes.

## Taxonomía
El género fue descrito por John Smith (botánico)  y publicado en Journal of Botany, being a second series of the Botanical Miscellany 4: 168. 1841. La especie tipo es: Salpichlaena volubilis (Kaulf.) Hook.

## Especies
- Salpichlaena hookeriana (Kuntze) Alston
- Salpichlaena thalassica Grayum & R.C. Moran
- Salpichlaena volubilis (Kaulf.) Hook.